# Mont Yamaska
Mont Yamaska är ett berg i Kanada.   Det ligger i provinsen Québec, i den sydöstra delen av landet, 220 km öster om huvudstaden Ottawa. Toppen på Mont Yamaska är 411 meter över havet.
Terrängen runt Mont Yamaska är huvudsakligen platt, men den allra närmaste omgivningen är kuperad.Närmaste större samhälle är Granby, 12,5 km sydost om Mont Yamaska.
Omgivningarna runt Mont Yamaska är en mosaik av jordbruksmark och naturlig växtlighet. Runt Mont Yamaska är det ganska glesbefolkat, med 35 invånare per kvadratkilometer.